# João Calvão da Silva
João Calvão da Silva GOIH (Montalegre, Solveira, 20 de fevereiro de 1952 – Coimbra, 20 de março de 2018) foi um professor universitário e jurisconsulto português, que foi brevemente ministro da Administração Interna do XX Governo Constitucional de Portugal.

## Biografia
Nascido em Sobreira, Montalegre, onde completou a instrução primária, ingressou posteriormente  na Escola Monástica do Mosteiro de Singeverga em Roriz, Santo Tirso. 
Licenciou-se em Direito pela Faculdade de Direito da Universidade de Coimbra, em 1975 com a média final de 17 valores e terminou o curso complementar (equivalente ao mestrado) em Ciências Jurídicas, em 1986, e o doutoramento em direito civil, em 1990, com a tese Responsabilidade Civil do Produtor. Era professor na Faculdade de Direito da Universidade de Coimbra desde esse ano.
Entre 1983 e 1985, foi secretário de Estado adjunto do vice-primeiro-ministro do IX Governo Constitucional, Carlos Alberto da Mota Pinto, que conheceu na Universidade de Coimbra.
Depois da experiência governativa, entre 1985 e 1992, foi presidente da Comissão de Fiscalização da TAP Air Portugal; e entre 1992 e 1995 foi membro do Conselho Superior do Ministério Público. Em 2005, foi eleito membro do Conselho Superior da Magistratura, até 2009.
Voltou à política ao ser eleito deputado, pelo PPD/PSD, nas legislativas de 1995, integrando a Comissão de Assuntos Constitucionais, até 1999.
Entretanto, foi, sucessivamente, administrador do Banco Totta e Açores, do Crédito Predial Português e da SIC.
Foi Presidente do Instituto da Faculdade de Direito de Coimbra Banca, Bolsa e Seguros (BBS), onde fundou a Pós-gradução em Direito da Banca, Bolsa e dos Seguros. No âmbito das suas funções emitiu diversos pareceres, entre os quais, um parecer controverso,  defendendo a idoneidade de Ricardo Salgado, antigo Presidente do Banco Espírito Santo.
Em 2015, foi nomeado ministro da Administração Interna do XX Governo Constitucional. Foi presidente do Conselho de Jurisdição Nacional do PSD até fevereiro de 2018.
Faleceu no dia 20 de março de 2018, em Coimbra, vítima de doença prolongada. 
A 4 de abril de 2018, foi feito Grande-Oficial da Ordem do Infante D. Henrique, a titulo póstumo.